# Elkiänjärvi
Elkiänjärvi är en sjö i Finland. Den ligger i kommunen Luumäki i landskapet Södra Karelen, i den södra delen av landet, 170 km öster om huvudstaden Helsingfors. Elkiänjärvi ligger 57,6 meter över havet. Arean är 1,81 kvadratkilometer och strandlinjen är 10,37 kilometer lång. Sjön  ingår i Urpalanjokis huvudavrinningsområde.   I omgivningarna runt Elkiänjärvi växer i huvudsak barrskog. Den sträcker sig 2,0 kilometer i nord-sydlig riktning, och 2,0 kilometer i öst-västlig riktning.
I övrigt finns följande i Elkiänjärvi:
- Martinsaari (en ö)
- Ukonsaari (en ö)
- Paskasaari (en ö)